# Hypselognathus horridus
Hypselognathus horridus és una espècie de peix de la família dels singnàtids i de l'ordre dels singnatiformes.

## Morfologia
- Els mascles poden assolir 27,3 cm de longitud total.[4][5]

## Reproducció
És ovovivípar i el mascle transporta els ous en una bossa ventral, la qual es troba a sota de la cua.

## Hàbitat
És un peix marí i de clima subtropical que viu entre 40-55 m de fondària.

## Distribució geogràfica
Es troba a la Gran Badia Australiana.